# اريك غو
اريك غو (بالإنجليزية: Eric Go) هو لاعب كرة الريشة أمريكي، ولد في 12 يناير 1984 في مانيلا في الفلبين.

## وصلات خارجية
- اريك غو على موقع BWF.tournamentsoftware.com (الإنجليزية)
- اريك غو على موقع BWFbadminton.com (الإنجليزية)